# Száki Ferenc
Szenczi Száki Ferenc, Újszáki (Somorja, 1635 vagy 1636 – Somorja, 1675. március) bölcseleti doktor, református szuperintendens.

## Élete
1651. november 1-jén és 1655-ben iratkozott be a harderwijki, 1658. április 8-án a franekeri egyetemre, 1661. november 1-jén Harderwijkben, 1663. november 20-án újból Franekerben, 1666. május 29-én Leidenben és 1667. november 8-tól ismét Harderwijkben volt teológiai hallgató, ahol azon év december 12-én bölcseleti doktorrá avatták. Azután ekeli pap, majd komáromi, másképp samarjai (Pozsony megye) szuperintendens lett.

## Munkái
- Disputatio theologica De Orthodoxa Antiquitate et Heterodoxa Novitate. Pars Prima et Secunda, Quam... sub Praesidio D. Gisberti Voetii... Publice tueri conabitur... Ultrajecti, (1656).
- Disputatio Theologica, De Origine Transsubstantiationis. Quam... sub Praesidio... Andreae Essenii... Publice ventilandam proponit... Uo. 1658.
- Disputatio Theologica De Regimine Ecclesiae sub Veteri et Novo Testamento. Quam... Sub Praesidio Pauli Colonii... Publice defendet... Harderwick, 1662.
- Disputatio Theologica De Conflictus Jesuitico, inter doctrinam Jesu & Jesuitarum Prima. Quam... Sub Praesidio... Johannis Hoornbeek... Publice ventilandam proponit... Lugduni Batavorum. 1566.